# Франклін (Західна Вірджинія)
Франклін (англ. Franklin) — місто (англ. town) в США, в окрузі Пендлтон штату Західна Вірджинія. Населення — 495 осіб (2020).

## Географія
Франклін розташований за координатами 38°38′43″ пн. ш. 79°20′0″ зх. д. / 38.64528° пн. ш. 79.33333° зх. д. (38.645266, -79.333342).  За даними Бюро перепису населення США в 2010 році місто мало площу 1,46 км², з яких 1,46 км² — суходіл та 0,00 км² — водойми.

## Демографія
Згідно з переписом 2010 року, у місті мешкала 721 особа в 313 домогосподарствах у складі 173 родин. Густота населення становила 494 особи/км².  Було 398 помешкань (273/км²).
Расовий склад населення:
| - 96,5 % — білих - 1,0 % — чорних або афроамериканців - 0,6 % — корінних американців - 0,4 % — азіатів |

До двох чи більше рас належало 1,1 %. Частка іспаномовних становила 0,7 % від усіх жителів.
За віковим діапазоном населення розподілялося таким чином: 14,4 % — особи молодші 18 років, 49,4 % — особи у віці 18—64 років, 36,2 % — особи у віці 65 років та старші. Медіана віку мешканця становила 55,5 року. На 100 осіб жіночої статі у місті припадало 79,4 чоловіків;  на 100 жінок у віці від 18 років та старших — 76,8 чоловіків також старших 18 років.
Середній дохід на одне домашнє господарство  становив 54 487 доларів США (медіана — 42 361), а середній дохід на одну сім'ю — 69 442 долари (медіана — 65 227). Медіана доходів становила 52 083 долари для чоловіків та 21 607 доларів для жінок. За межею бідності перебувало 21,2 % осіб, у тому числі 27,8 % дітей у віці до 18 років та 10,6 % осіб у віці 65 років та старших.
Цивільне працевлаштоване населення становило 279 осіб. Основні галузі зайнятості: освіта, охорона здоров'я та соціальна допомога — 29,7 %, роздрібна торгівля — 14,0 %, будівництво — 12,5 %, публічна адміністрація — 11,5 %.